# اثر ایلعازری (فیلم ۲۰۱۵)
تاثیر لازاروس (انگلیسی: The Lazarus Effect) فیلمی در ژانر فراطبیعی ترسناک به کارگردانی دیوید گلب و نویسندگی لوک داوسون و جرمی اسلیتر است که در سال ۲۰۱۵ منتشر شد. از بازیگران فیلم می‌توان به مارک دوپلاس، اولیویا وایلد، دونالد گلاور، ایوان پیترز و سارا بولگر اشاره کرد. تاثیر لازاروس در ۲۷ فوریه ۲۰۱۵ توسط رلتیویتی مدیا منتشر شد و بیش از ۳۸ میلیون دلار فروش در برابر بودجه ۳ میلیون دلاری داشت.

## داستان
فرانک والتن (مارک دوپلاس) و نامزدش زوئی (اولیویا وایلد) در حال تحقیق بر روی پروژه‌ای به نام لازاروس هستند که درباره زنده کردن موجودات پس از مرگشان است. اولین آزمایش آن‌ها با همکاری نیکو (دونالد گلاور)، کلی (ایوان پیترز) و ایوا (سارا بولگر) بر روی یک سگ با موفقیت انجام شد با این تفاوت که سگ پس از زنده شدن چندین پدیده روان‌شناختی و جسمی غیرمعمول از خودش نشان داد. پس از تحقیق متوجه شدند که آزمایش آن‌ها در مغز سگ متمرکز شده‌است و باعث ایجاد سیناپس‌های جدید شده‌است.
وقتی رئیس دانشگاه از آزمایش‌های زیرزمینی آن‌ها خبردار می‌شود پروژه آن‌ها تعطیل می‌شود. اما گروه شبانه به آزمایشگاه می‌روند تا آزمایش را تکرار کنند. در جریان این آزمایش، زوئی در اثر برق‌گرفتگی می‌میرد، فرانک آزمایش را بر روی انجام می‌دهد. در ابتدا به نظر می‌رسد که روش دوم آن‌ها موفقیت‌آمیز بوده‌است اما گروه به زودی متوجه تغییراتی عجیب در او می‌شوند.